# Fritz Syberg

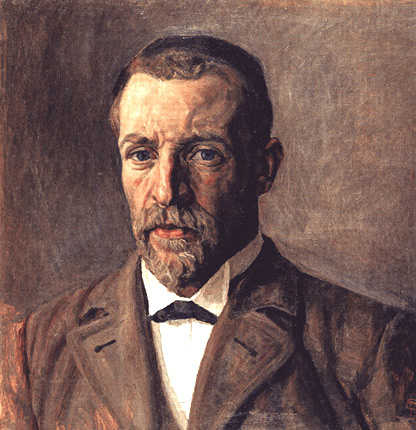
Fritz Syberg: Selbstporträt (1910)

Christian Friedrich Wilhelm Heinrich Syberg, bekannt als Fritz Syberg, (* 28. Juli 1862 in Fåborg; † 20. Dezember 1939 in Kerteminde) war ein dänischer Maler und Illustrator. Bekanntheit erlangte er als Mitbegründer der Künstlerkolonie der Fünen-Maler.

## Biographie
Syberg kam von einem eher armen Hintergrund und absolvierte eine Lehre als Hausmaler in Faaborg unter Syrak Hansen, der Vater von Peter Hansen, ein zukünftiger Freund und Mitbegründer der Fünen-Maler. In 1882 besuchte er dann die technische Schule in Kopenhagen und lerne unter Holger Grønvold das Malen. Nach einem kurzen Aufenthalt an der Königlichen Dänischen Kunstakademie (Frühjahr 1884) besuchte er die Kunstnernes Frie Studieskoler (1885–1891), wo er der erste der Fünen-Maler war, der unter Kristian Zahrtmann malte. Er reiste nach Schweden (1899), wo er Johannes Larsen besuchte, Deutschland (1902), Italien (1905) zusammen mit Jens Birkholm, die Niederlande und Paris (1908) und Pisa (1910–1913). Syberg heiratete Peter Hansens Schwester Anna Hansen in 1894 und nach ihrem Tod in 1914 ihre Schwester Marie Hansen 1915. Er war der Vater von dem Künstler Ernst Syberg und dem Komponisten Franz Syberg.

## Künstlerische Karriere
Zusammen mit Johannes Larsen, Poul S. Christiansen und Peter Hansen gehörte er zu den ersten Fünen-Malern, die unter Zahrtmann mit der dänischen Tradition brachen und die neuen Kunstrichtungen des Naturalismus und des Realismus untersuchten. Anfänglich war Syberg sehr stark von Zahrtmanns Farbgebrauch beeinflusst, was man in Dødsfald (1892) beobachten kann, einem Bild, welches den Tod seiner Mutter 14 Jahre zuvor in Faaborg darstellt. Nachdem er Peter Hansens Schwester, Anna Hansen geheiratet hatte, wurden seine Bilder heller, wie man in seinen Landschaften und den 18 Illustrationen (1895–1898) für Hans Christian Andersens Werk Die Geschichte von einer Mutter beobachten kann. Seine Ölbilder beinhalten Dødens komme (1906) und Døden ved vuggen (1907) und Landschaften von Fünen, zuerst um Dyreborg and Svanninge, wie man in Forår (1893) oder Aftenleg i Svanninge Bakker (1900) sehen kann, später um Kerteminde und Møllebakken, wo sein Garten und seine Kinder zu den Hauptmotiven gehören.
Syberg malte bereits sehr früh mit Wasserfarben, vollendete den Stil aber erst während seines dreijährigen Aufenthalts mit seiner Familie in Pisa. Da fertigte er eine neue Serie an Wasserfarbbildern, die so in Dänemark noch nicht gesehen waren. Durch die Hochzeit seiner Tochter Besse Syberg kam er in Kontakt mit einer jüngeren Generation dänischer Maler, welche eher einem modernistischen Ansatz folgten. Er wandte sich wieder der Ölmalerei zu wie Overkærby Bakke Vinter (1917). Sein Sohn Ernst Syberg wurde später auch Künstler.

## Ausgewählte Werke
- Rugmark ved Svanninge (1887)
- Dødsfald (1892)
- Forår (1893)

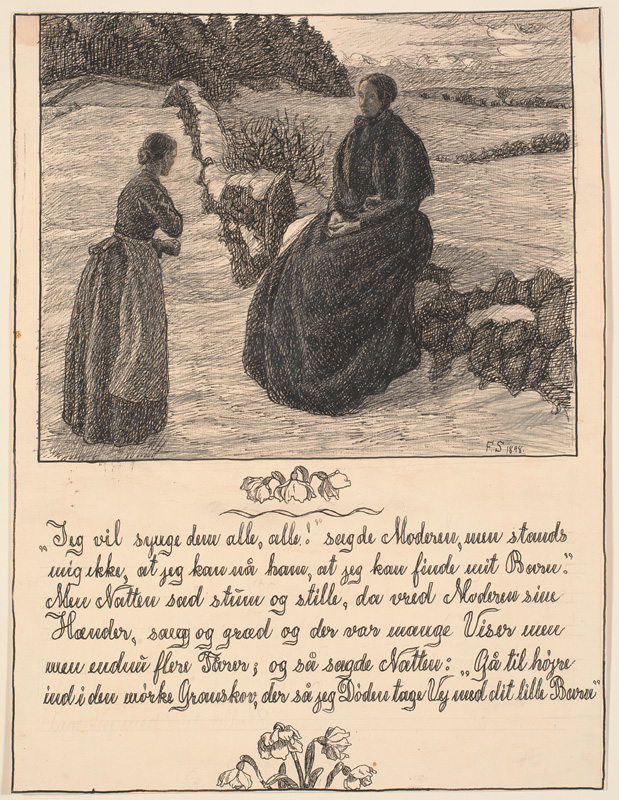
Frantz Sybergs Jeg vil synge dem alle, alle!, sagde Moderen (1898). Illustration für Hans Christian Andersens Historien om en moder.

- Historien om en moder (18 drawings, 1895–1898)
- Aftenlegg i Svanninge Bakker (1900)
- Børnene på Fyns Hoved (1905)
- Mor og datter ved Hverringe Strand (1906)
- Dødens komme (1906)
- Døden ved vuggen (1907)
- Sommerhytterne. Korshavn (1910)
- Efter badet, Italien (1911)
- Overkarby Bakke. Vinter (1917)
- Ved Morgenkaffen (1919)
- Komponisten (1936)

## Galerie

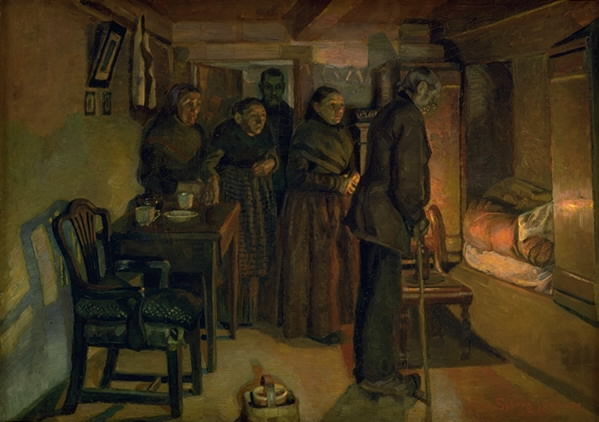
Fritz Syberg: Dodsfald (1892)
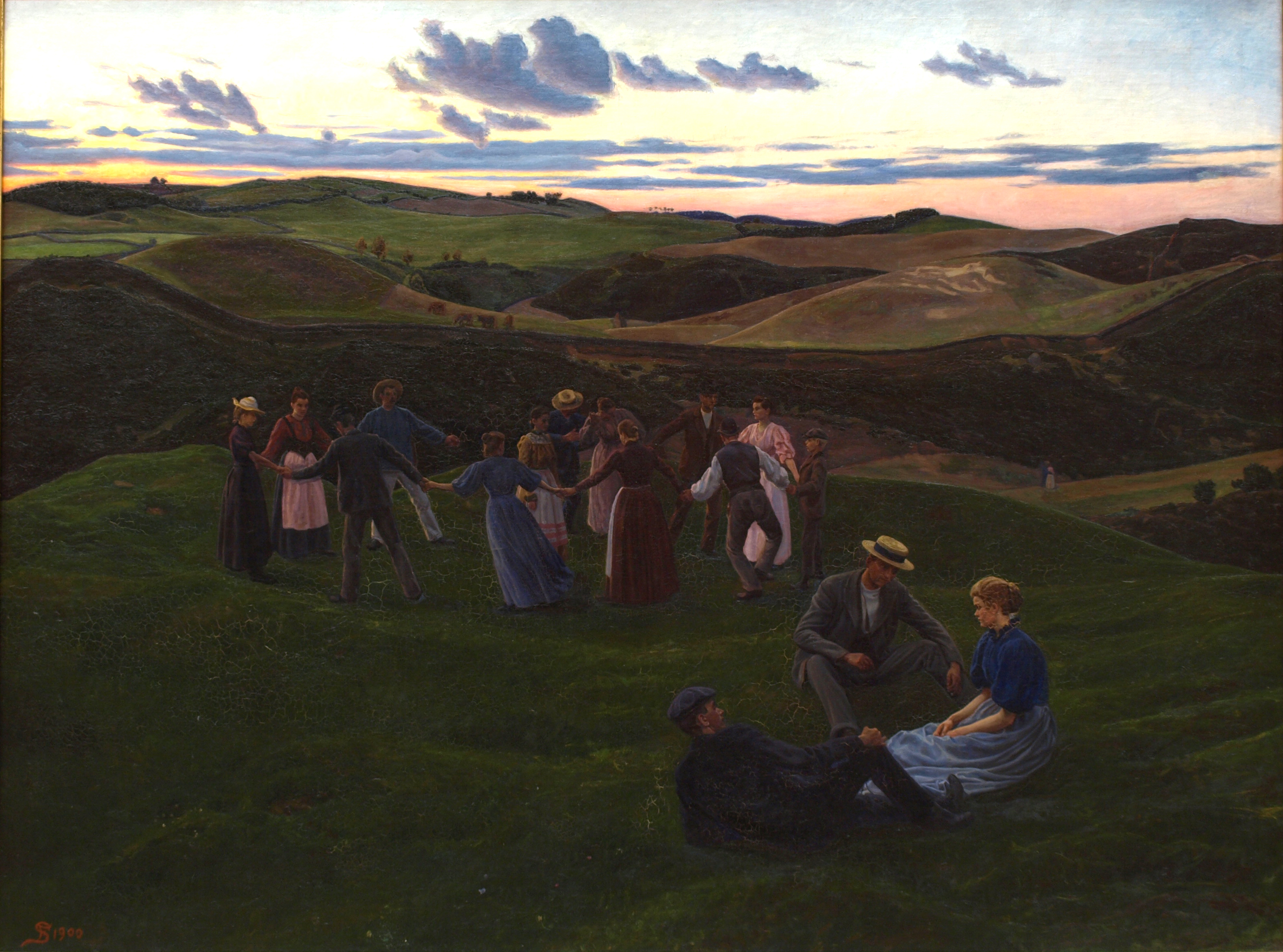
Fritz Syberg: Aftenleg i Svanninge Bakker (1900)
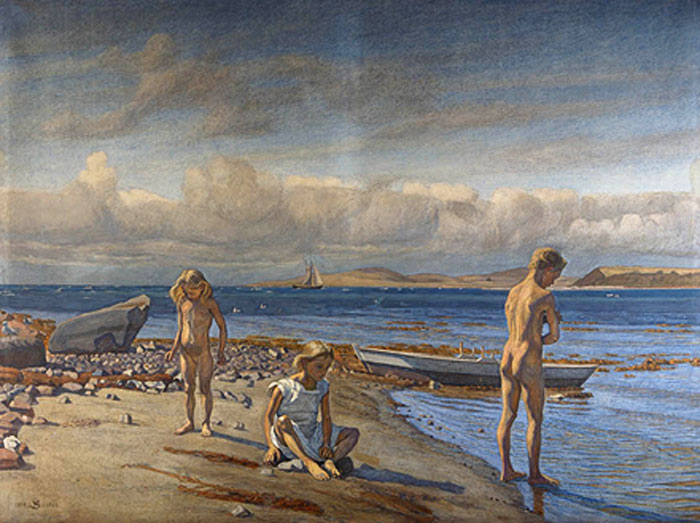
Fritz Syberg: Børnene på Fyns Hoved (1905)
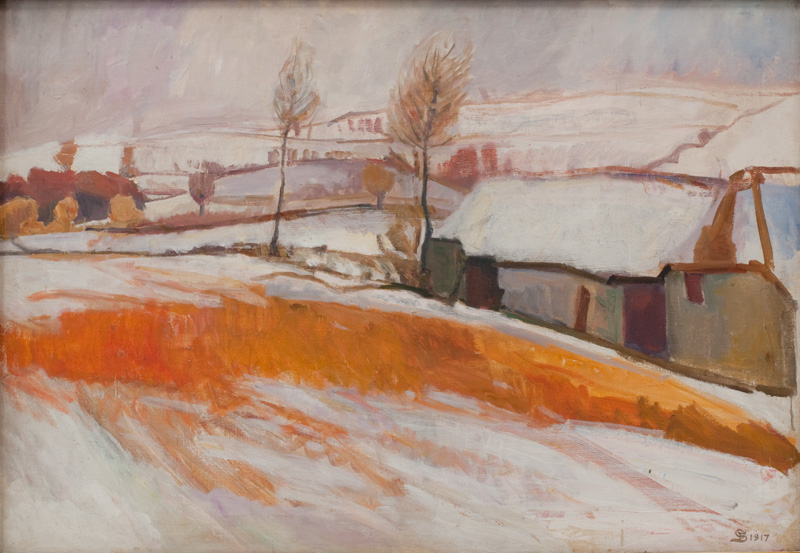
Fritz Syberg Overkærby Bakke. Vinter (1917)